# Hemmens forskningsinstitut

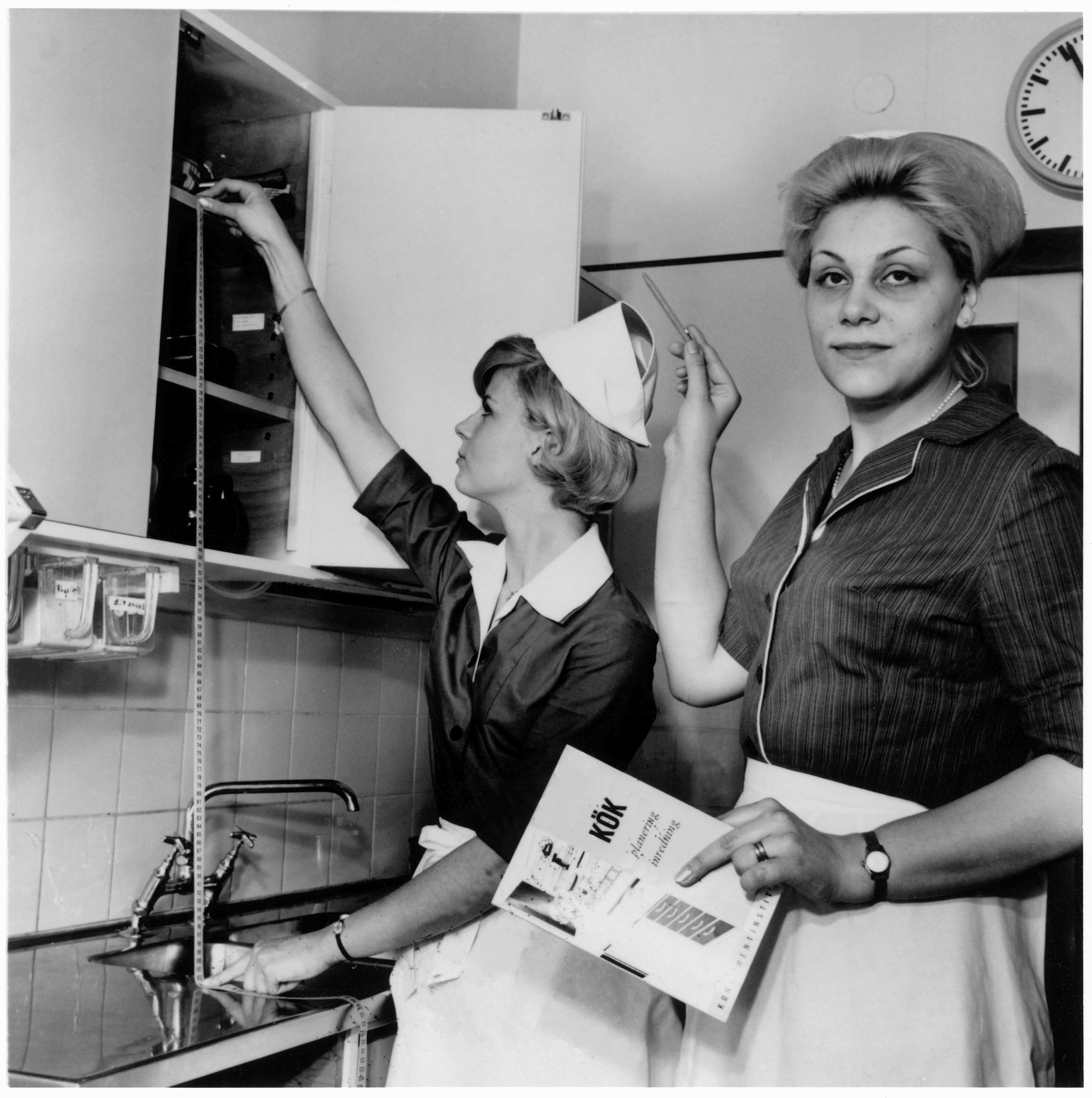
Rationella kök

Hemmens forskningsinstitut, HFI, grundades 1944 i syfte att rationalisera hem- och hushållsarbete.
I mitten på 1940-talet då industrisamhället haft sitt intåg, ville man rationalisera husmödrarnas arbetsvillkor i folkhemmet. Svenska skolkökslärarinnornas förening var en av de viktigare påtryckningsgrupperna för att få till stånd forskning och information kring konsumentfrågor och de bidrog starkt till att Hemmets forskningsinstitut bildades 1944 som den första statligt organiserade verksamheten som övervakade konsumentfrågor. Den första verksamhetschefen var Carin Boalt. HFI slogs ihop med upplysningsbyrån Aktiv hushållning 1954. Aktiv hushållning startade 1940 och var en avdelning inom Statens Informationsstyrelse, som skulle meddela råd och upplysningar i hushållsfrågor till allmänheten. Målet var att underlätta hemmens anpassning till krishushållningen under andra världskriget.
HFI ombildades 1957 och fick namnet Statens institut för konsumentfrågor, kort Konsumentinstitutet. Samma år inrättades Statens konsumentråd för samordning av konsumentupplysning och konsumentforskning. 1973 slogs Statens institut för konsumentfrågor ihop med Statens konsumentråd och Varudeklarationsnämnden. Den nya institutionen kallades Konsumentverket. 1976 slogs Konsumentverket ihop med KO-ämbetet.  